# Clase Kitty Hawk
La clase Kitty Hawk fue un grupo de portaaviones de la Armada de los Estados Unidos. Se componía de cuatro buques, todos ellos construidos en la década de 1960, Kitty Hawk (CV-63) (1961–2009), Constellation (CV-64) (1961–2003), America (CVA-66) (1965–1996) y John F. Kennedy (CV-67) (1967–2007), este último es visto, en parte, como una clase separada. 

## Mejora de los portaaviones Forrestal

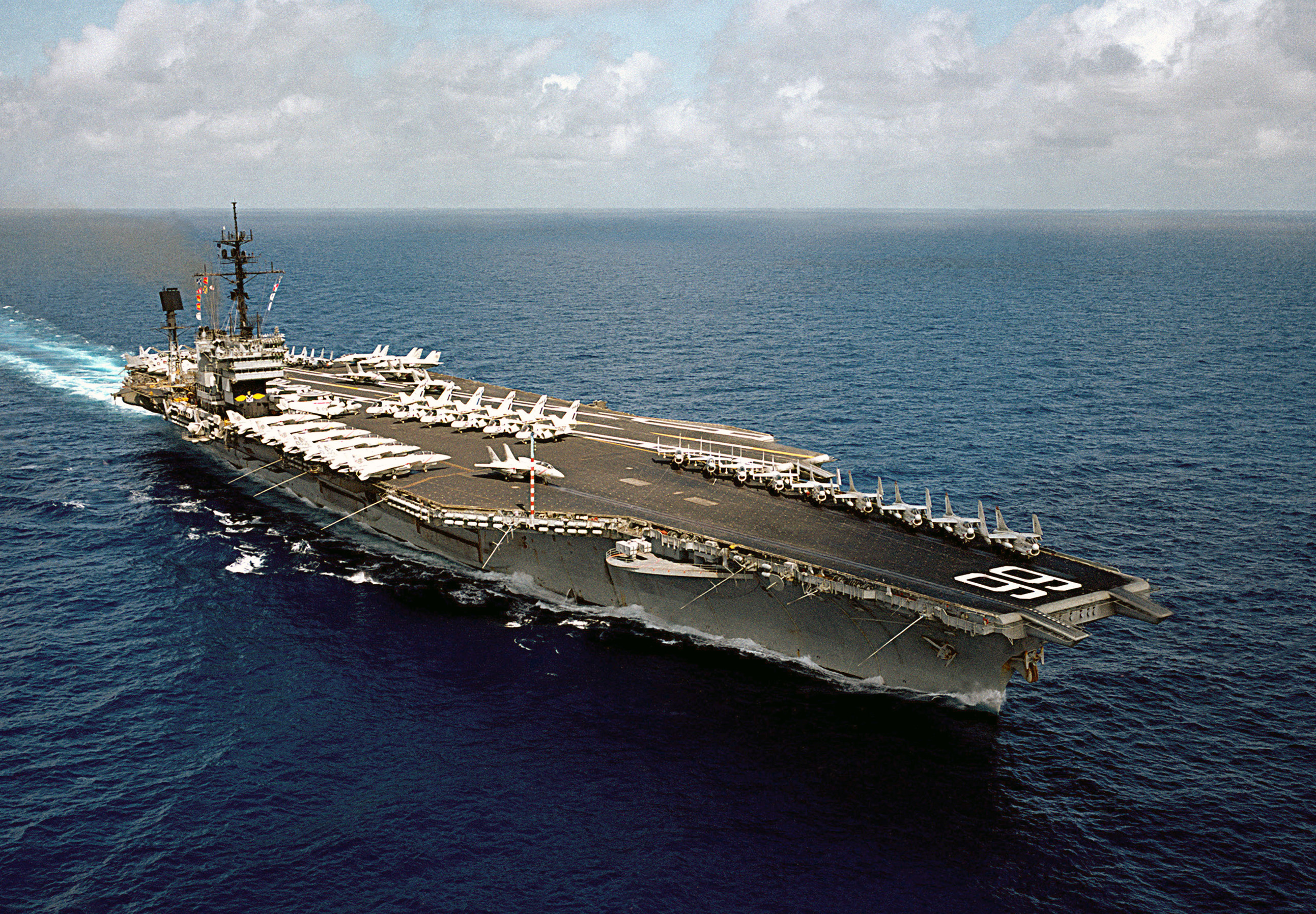
El USS America navegando en 1983.

La clase Kitty Hawk fue la sucesora de la anterior clase Forrestal, con un diseño mejorado. Las mayores diferencias con respecto a los portaaviones de clase Forrestal era una mayor longitud, y la diferente ubicación de los ascensores; dos a proa de la isla, uno en la popa de la isla y otro en la popa pero hacia babor. 
Se utilizaron tres diferentes astilleros para construir los buques. 
- El USS Kitty Hawk fue construido por la New York Shipbuilding
- El USS Constellation en el astillero de Nueva York.
- El USS America y USS John F. Kennedy (CV-67) en Newport News Shipbuilding.

El John F. Kennedy es similar a las unidades anteriores en cuanto a la  disposición de la cubierta de vuelo y propulsión, pero tiene suficientes diferencias para que a menudo se le asigne su propia clase. La propulsión consistía en cuatro turbinas engranadas Westinghouse, 280 000 shp, cuatro ejes con 1200 libras por pulgada cuadrada (8300 kPa) y calderas Foster Wheeler.

## Construcción y diferencias de diseño
Los cuatro portaaviones en realidad constituyen tres subclases, que se diferencian claramente de sus predecesores por el hecho de que sus superestructuras de la isla quedan más a popa. Además, dos de sus cuatro ascensores de aeronaves están por adelante de la isla, teniendo los Forrestal solo uno. Un mástil del radar del enrejado se lleva también abaft de la isla.

### Armamento defensivo
Las tres primeras unidades fueron construidas con un sistema de misiles tierra-aire Terrier. Los lanzadores de misiles de apoyo y radares AN/SPG-55 ocupaban una gran cantidad de espacio, y al mismo tiempo duplicaban las capacidades de defensa antiaérea, posteriormente fueron retirados. 
El John F. Kennedy no tenía sistema Terrier y fue construido con los Sea Sparrows de más corto alcance. Todos fueron equipados con el NATO Sea Sparrow (NSSM) y Phalanx CIWS para defensa propia. En 2001 el Kitty Hawk recibió dos lanzadores RIM-116 RAM para sustituir a los Sea Sparrow y Phalanx CIWS de proa. El AN/SLQ-32 Electronic Warfare Suite se agregó como parte un programa de extensión de vida útil (Service Life Extension Program (SLEP)) en el Kitty Hawk y el Constellation.

### Otras diferencias
El America tuvo varias diferencias con respecto a las unidades principales de la clase. En lugar de dos anclas 	
de proa, una a cada lado, el America no tenía ancla de proa hacia babor, ni ancla adicional de popa, cambio realizado para dar cabida al sonar AN/SQS-23. El America fue el único buque estadounidense post-Segunda Guerra Mundial en ser construido con sonar, aunque se retiró a principios de 1980. También tenía una chimenea estrecha en comparación con las unidades anteriores.

## Subclase John F. Kennedy

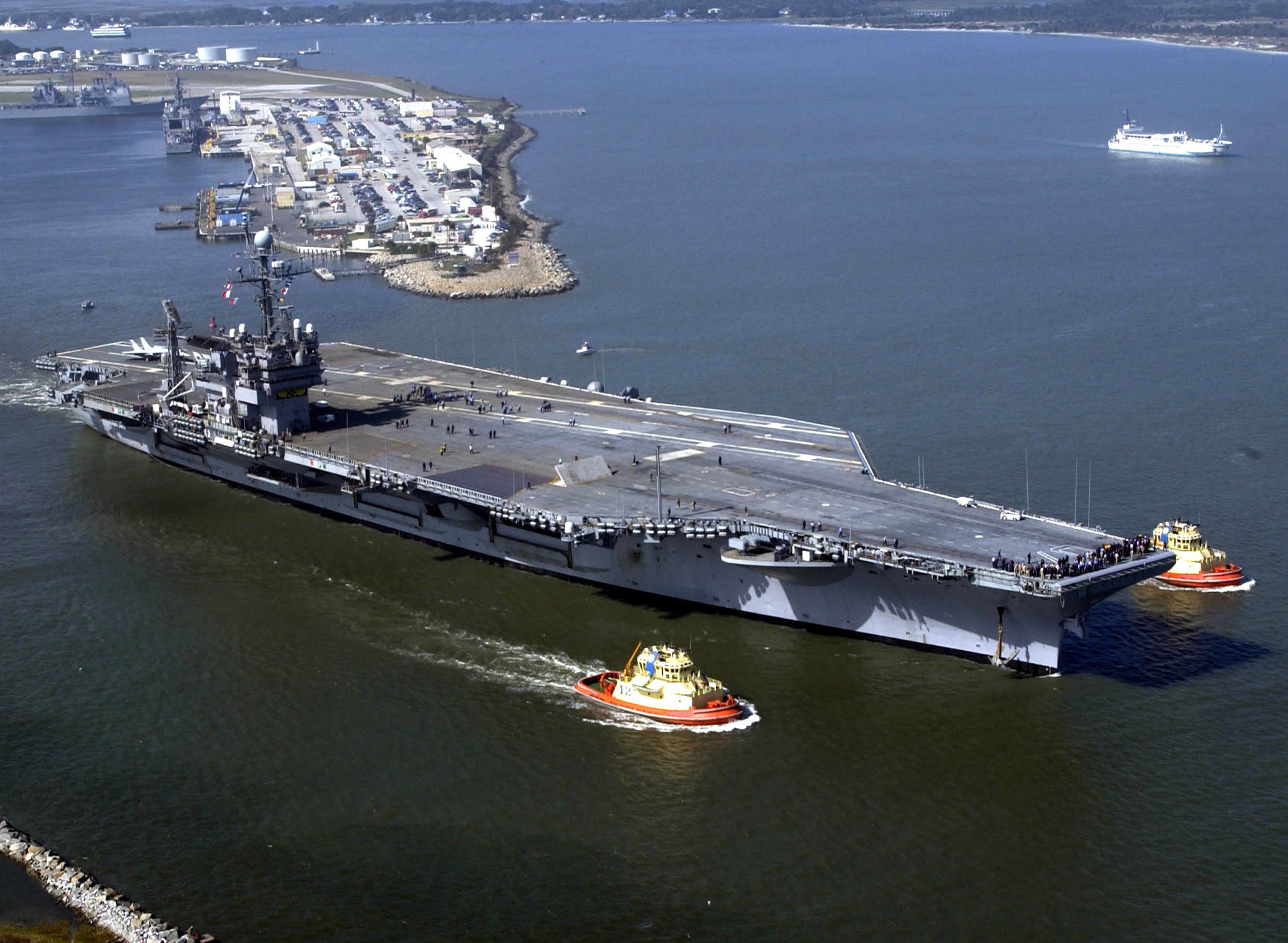
El USS John F. Kennedy navegando en 2003.

El John F. Kennedy (CV-67) originalmente se programó para ser el cuarto portaaviones de la clase Kitty Hawk, pero debido a que recibió muchas modificaciones durante la construcción, formó su propia clase de buque y a menudo aparece listado como único portaaviones de su clase. El Kennedy tuvo cambios de diseño con respecto a los anclajes para acomodar una variedad de sonar, pero el sonar nunca se instaló. Había también planes para hacerlo de propulsión nuclear, pero el Congreso no lo autorizó, y finalmente fue construido como portaaviones de propulsión convencional. Su chimenea también es diferente, y se inclina fuera de borda para enviar los gases de combustión fuera de la cubierta de vuelo. El extremo angular de la cubierta también difiere al de los otros Kitty Hawk, teniendo un parecido más cercano al de la clase Nimitz. El Kennedy es 5,2 m más corto que los otros portaaviones de la clase Kitty Hawk.

## Grupo Aéreo

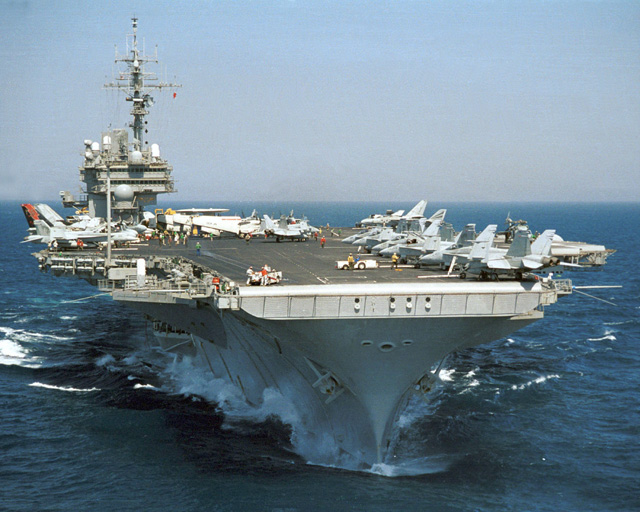
Vista frontal del USS Kitty Hawk navegando en torno al año 2000.

Los portaviones americanos debía llevar una flota mixta de cazas, aviones de ataque ligero y ataque pesado, que permitieran tanto ataques nucleares como convencionales. Debían ser capaces de embarcar aviones Douglas A-3 Skywarrior, y sus cuatro ascensores eran lo suficientemente grandes como para llevarlo. 
Los portaaviones Kitty Hawk transportaban durante la guerra fría normalmente unas 80-90 aeronaves. La composición normal del ala embarcada constaba entonces de: 
- 24 aviones de caza F-14 Tomcat. Algunos de ellos realizaban también misiones de reconocimiento.
- 24 aviones de ataque A-7 Corsair II o F/A-18 Hornet.
- 8 aviones de ataque A-6 Intruder y 4 cisternas KA-6.
- 8-10 aviones antisubmarinos S-3B Viking.
- 4 aviones de guerra electrónica EA-6B Prowler.
- 4 aviones de alerta temprana E-2C Hawkeye.
- Ocasionalmente 2 aviones de guerra electrónica ES-3A Shadow o EA-3B Skywarrior.
- 6 helicópteros antisubmarinos SH-3 Sea King o SH-60F Seahawk y 2 helicópteros de búsqueda y rescate HH-60H.

La  composición del ala aérea fue cambiando a lo largo de los años. Los aviones F-4 Phantom II, KA-3 Skywarrior y A-4 Skyhawk componían el ala aérea cuando participaron en la Guerra de Vietnam.

## Historial operacional
Los clase Kitty Hawk hicieron rotaciones para participar en la guerra de Vietnam. 
Sus RA-3B Skywarrior proporcionaban información sobre objetivos. Los A-1 Skyraider, A-7 Corsair, A-4 Skyhawk y A-6 Intruder se emplearon en misiones de ataque sobre Vietnam. Los E-1 Tracer, E-2 Hawkeye y EA-3B Skywarrior les daban apoyo. El apoyo de combate era responsabilidad del F-8 Crusader y el F-4 Phantom.
El 21 de marzo de 1984 el submarino nuclear K-314 soviético embistió al USS Kitty Hawk en el mar de Japón. El USS Kitty Hawk fue protagonista en otro incidente en octubre de 2007 cuando un submarino chino de tipo Song emergió en la superficie a pocos kilómetros del portaaviones durante un ejercicio de rutina en el Mar de China Oriental.

## Desmantelamiento

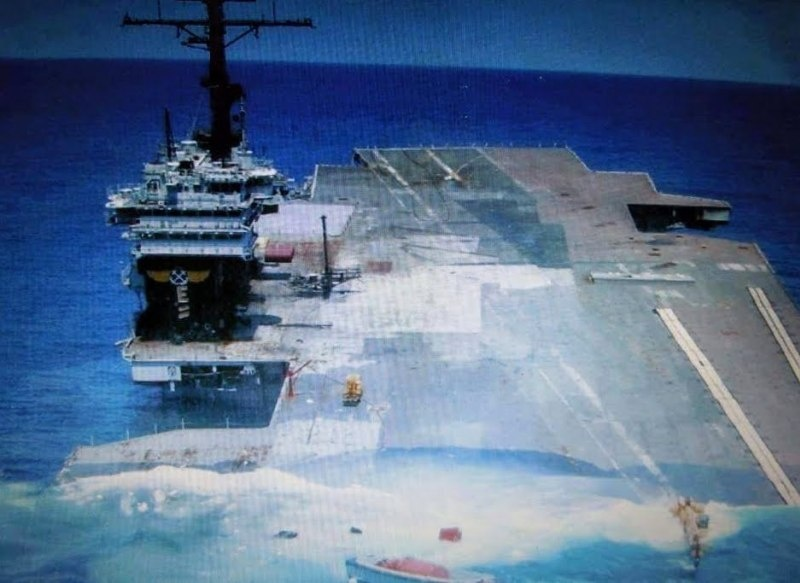
El USS America hundiéndose en el Atlántico en 2005 como blanco naval. Es el buque de guerra más grande jamás hundido.

De 1987 a 1991 el Kitty Hawk fue reacondicionado por un monto de 785 millones de dólares, en el marco del programa para la extensión de la vida en servicio (SLEP), en el astillero Naval de Filadelfia. De 1990 a 1992, el Constellation recibió su extensión de vida útil por 800 millones, también en Filadelfia. El programa tenía la intención de añadir 15 años a la vida de los buques. El John F. Kennedy no fue revisado como parte de SLEP. En cambio, de 1993 a 1995, recibió una revisión por 491 millones de dólares. Fue el proyecto final del astillero naval de Filadelfia antes de su cierre. El America había sido programado para ser reacondicionado en el marco del programa de extensión de vida útil después del Constellation, pero en cambio fue dado de baja el 9 de agosto de 1996, en un momento de recortes presupuestarios después de la Guerra Fría. Estaba en muy mal estado cuando fue dado de baja, y por lo tanto a pesar de su importancia histórica no se conservó como activo para una posible donación. Se usó como blanco de pruebas y fue hundido el 14 de mayo de 2005.
El Constellation fue dado de baja el 7 de agosto de 2003. El John F. Kennedy el 23 de marzo de 2007. Solo el Kitty Hawk permaneció en servicio a principios de 2008 y fue reemplazado por el USS George Washington (CVN-73) como portaaviones desplegado en Japón. El Kitty Hawk volvió a los Estados Unidos después del cambio de personal. Fue dado de baja el 31 de enero de 2009.

## Buques de la clase
| Nombre                  | Constructor                       | Asignado                | Baja                | Destino                                         | Fuente |
| ----------------------- | --------------------------------- | ----------------------- | ------------------- | ----------------------------------------------- | ------ |
| Kitty Hawk (CV-63)      | New York Shipbuilding Corporation | 29 de abril de 1961     | 31 de enero de 2009 | Desguazado en el año 2022                       |        |
| Constellation (CV-64)   | Astillero naval de Nueva York     | 27 de octubre de 1961   | 7 de agosto de 2003 | Desguazado en el año 2017                       |        |
| America (CV-66)         | Newport News Shipbuilding         | 23 de enero de 1965     | 9 de agosto de 1996 | Hundido como blanco naval el 14 de mayo de 2005 |        |
| John F. Kennedy (CV-67) | Newport News Shipbuilding         | 7 de septiembre de 1968 | 1 de agosto de 2007 | Vendido para desguace en el año 2021            |        |

## Galería

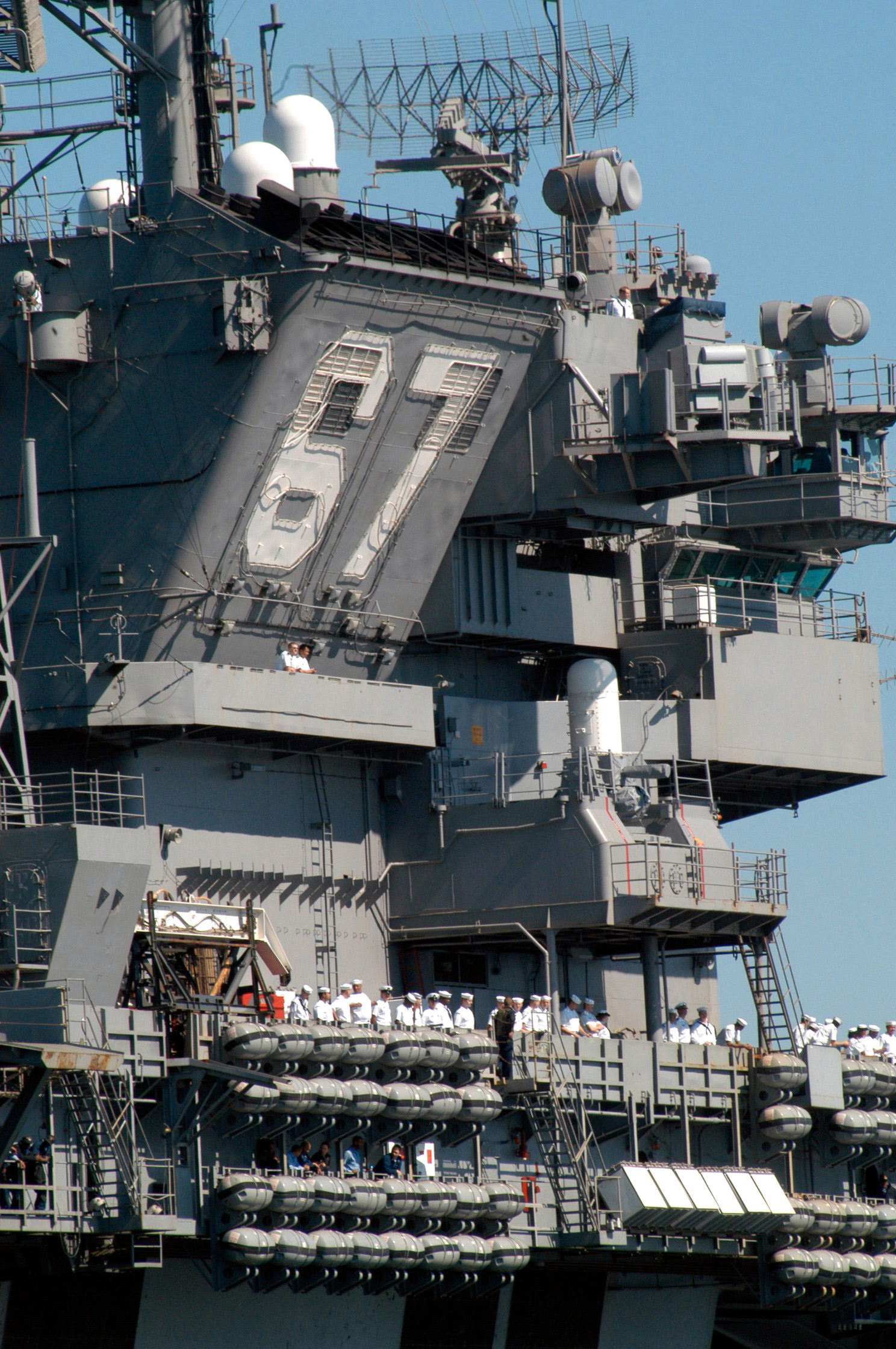
La chimenea del John F. Kennedy se inclina fuera de la borda para enviar los gases de combustión fuera de la cubierta de vuelo.
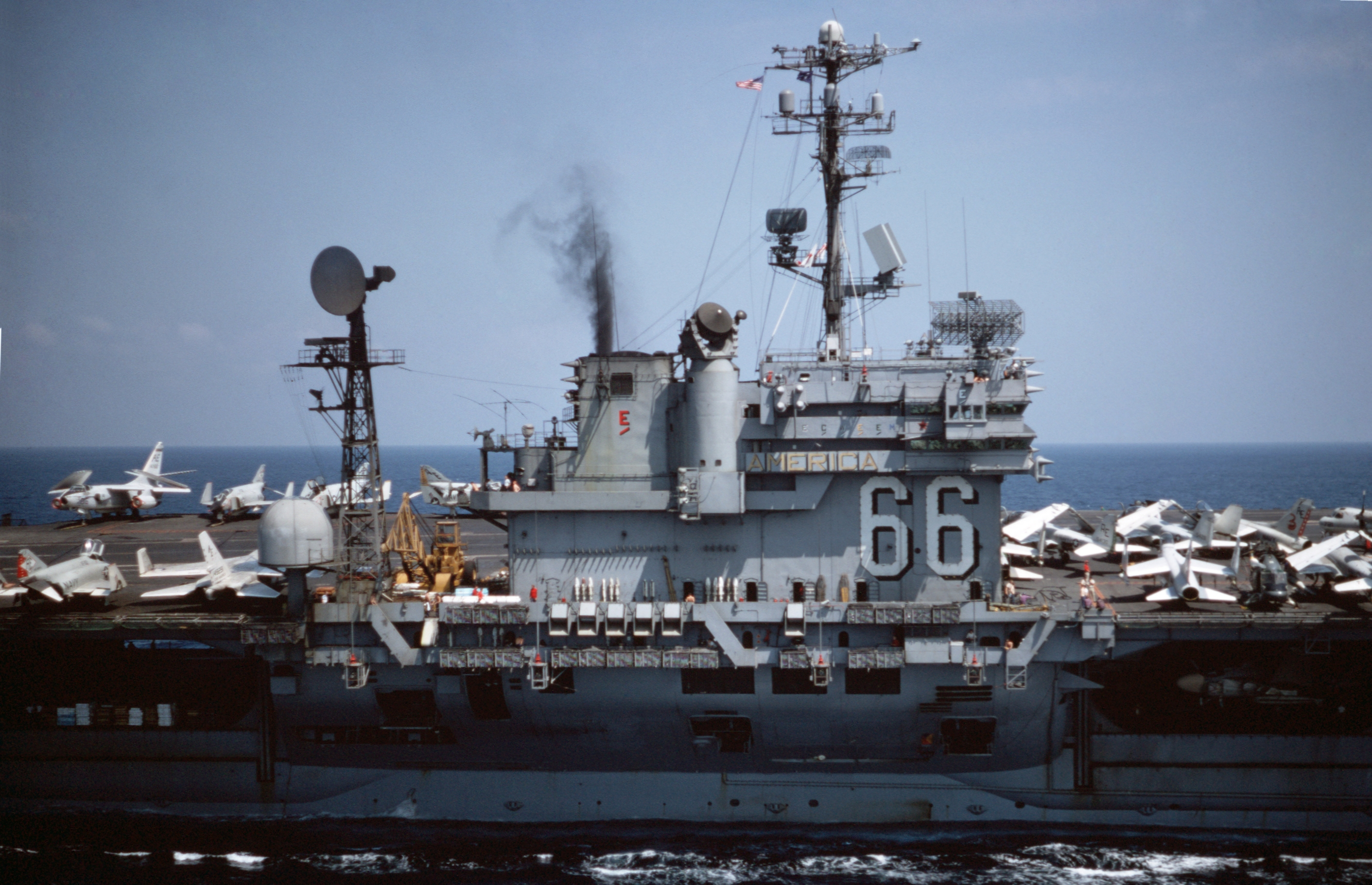
Isla del USS America a mediados de 1970, aún equipada con el radar AN/SPG-55 para los Terrier.
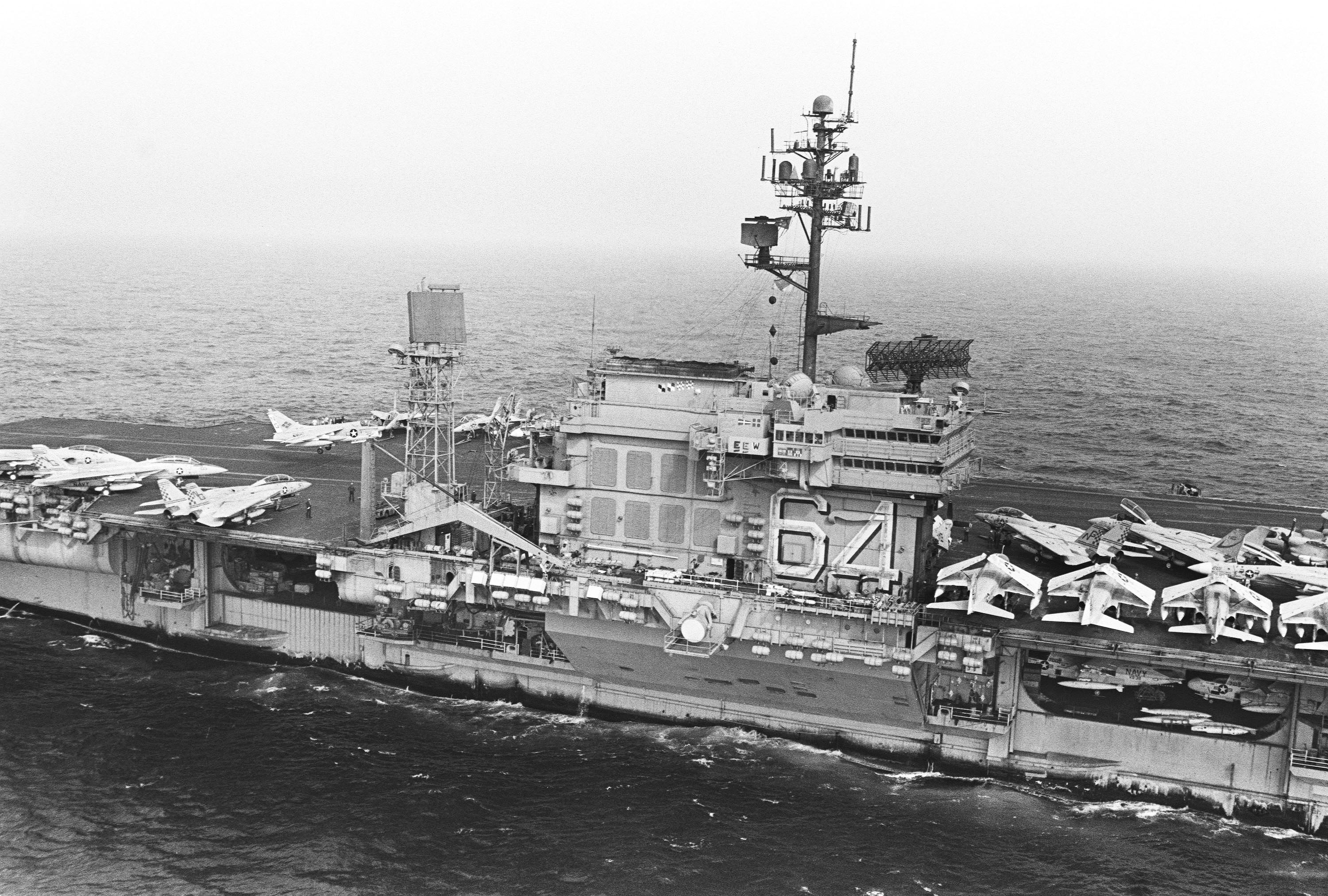
Isla del USS Constellation en la la década de 1980, la configuración de la torre es distinta con respecto al America y al John F. Kennedy, y se observa el montaje alternativo de los radares de control de fuego Terrier.
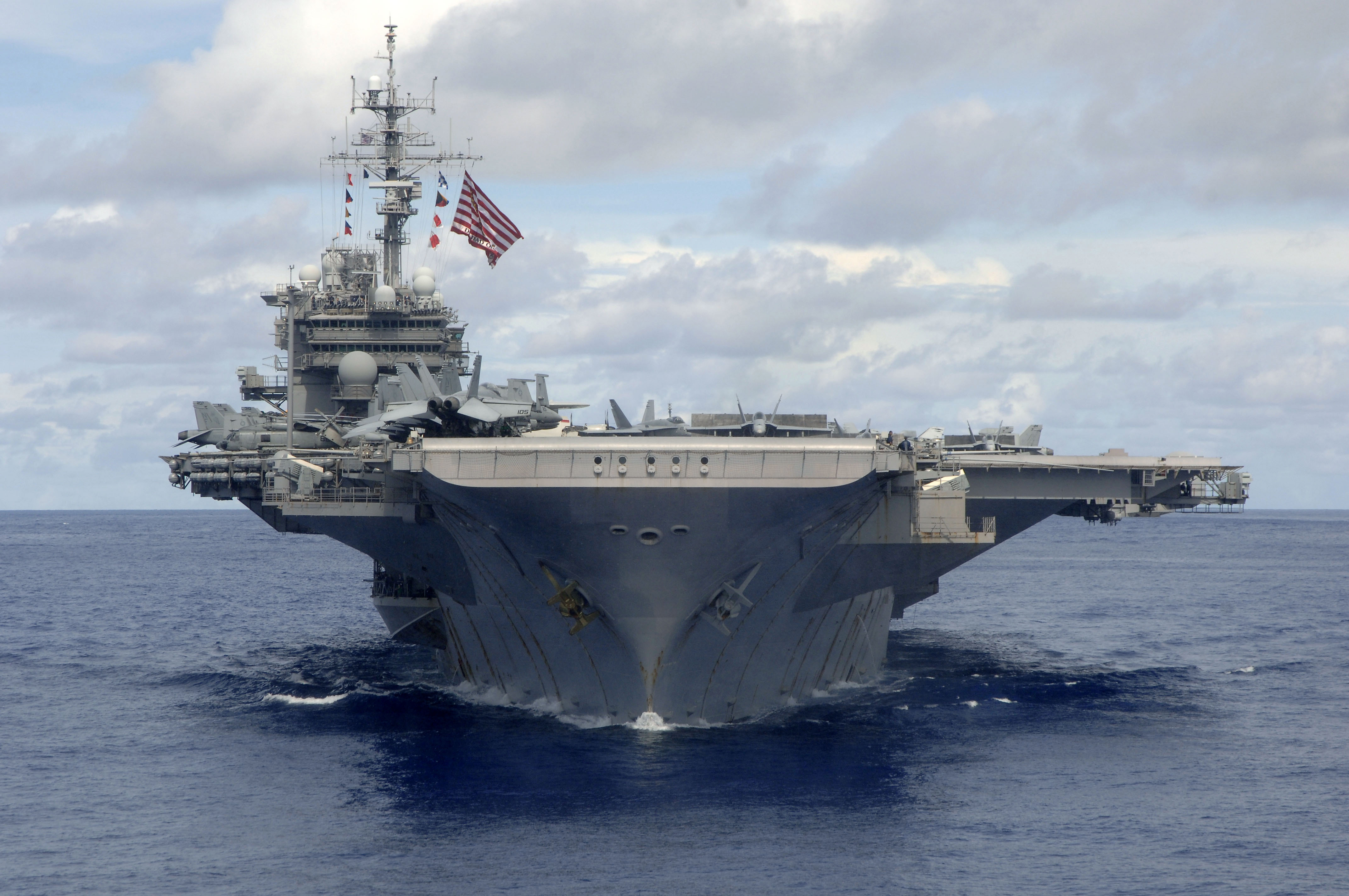
Vista de la proa del Kitty Hawk en 2007. Nótese la posición de las anclas de proa y los lanzadores Rolling Airframe Missile a ambos lados en lugar de CIWS y NSSM.
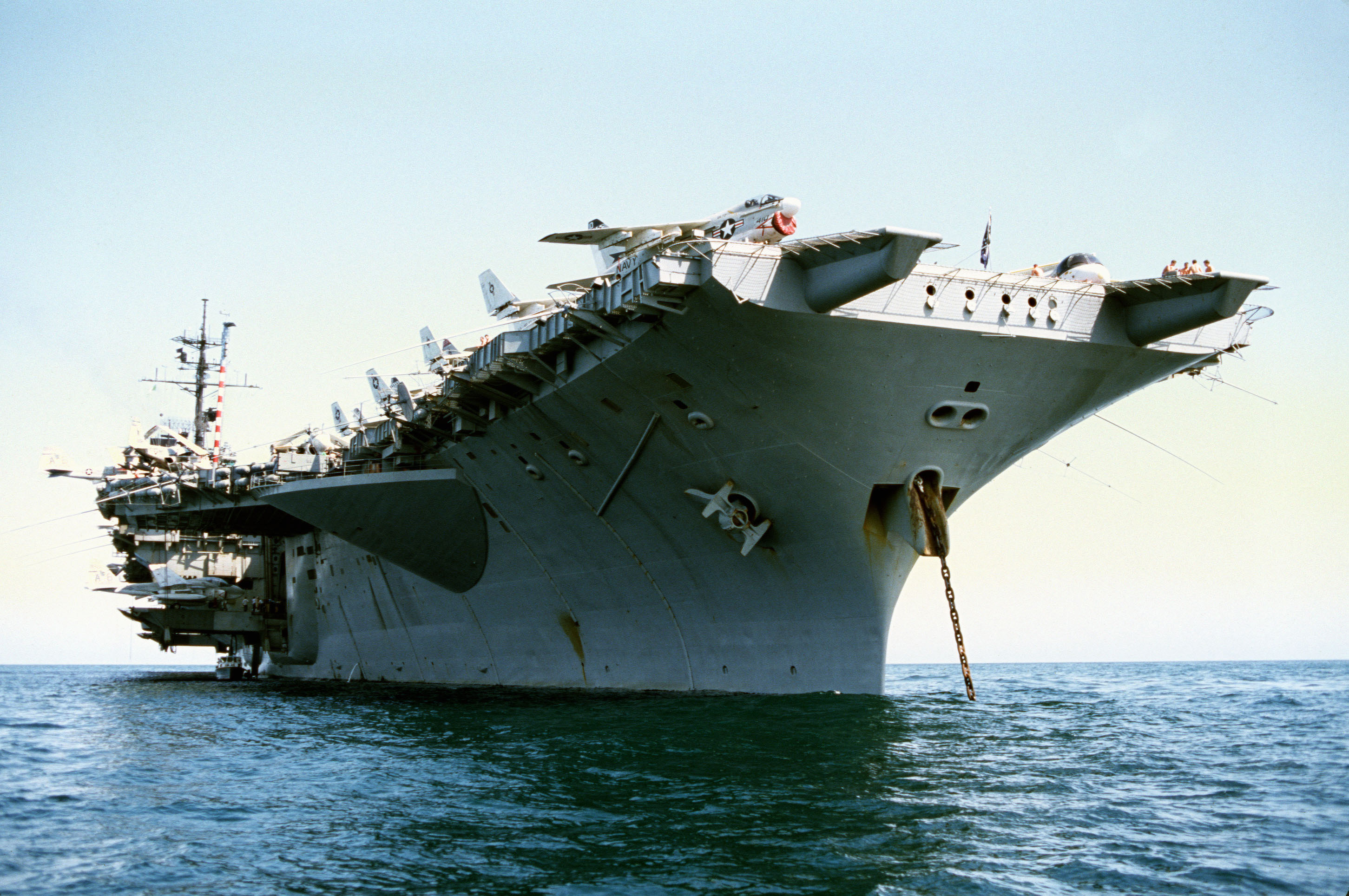
El America mostrando el ancla de proa que las unidades anteriores no tenían.
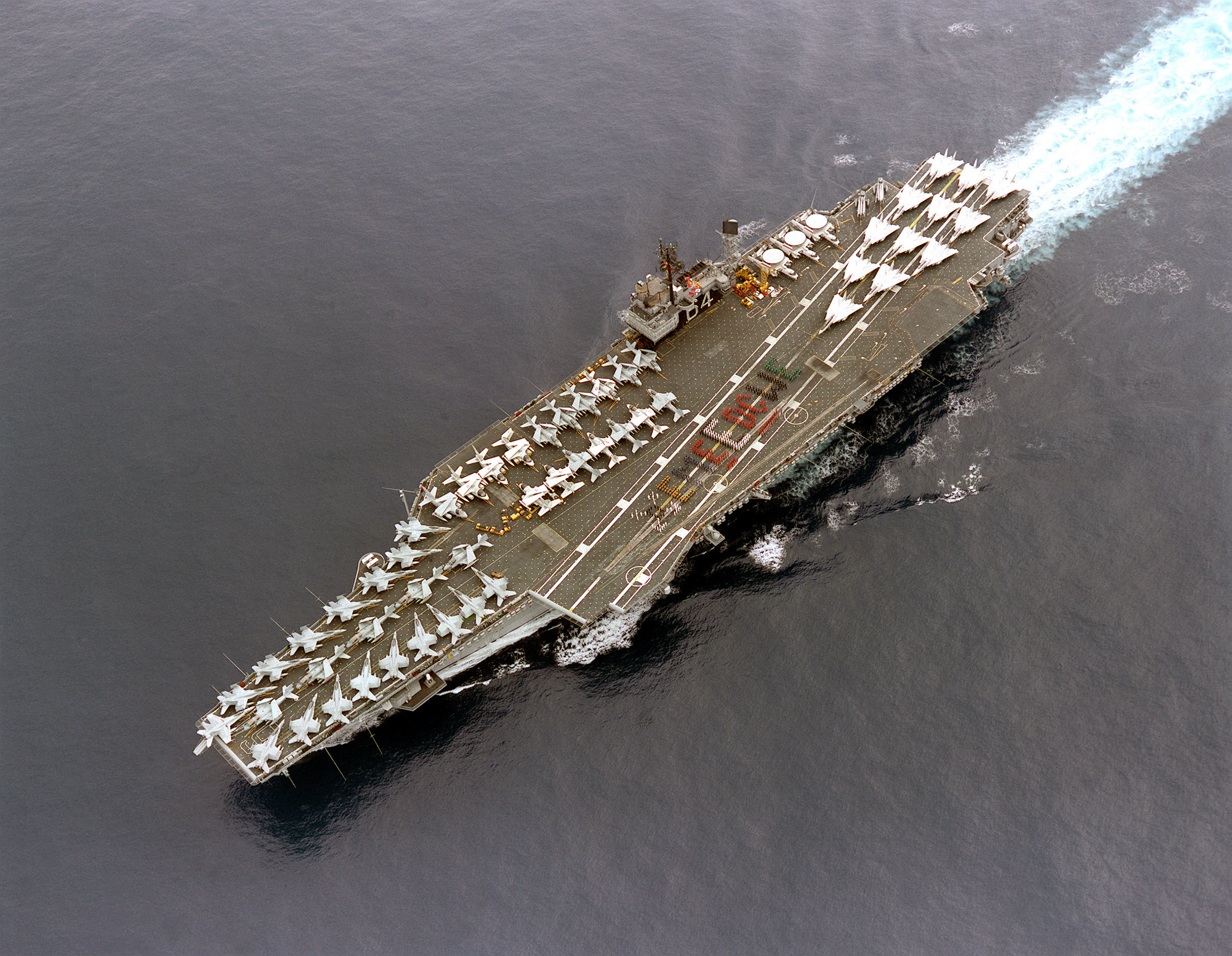
Vista aérea del Constellation que muestra la forma y disposición de la cubierta de vuelo.
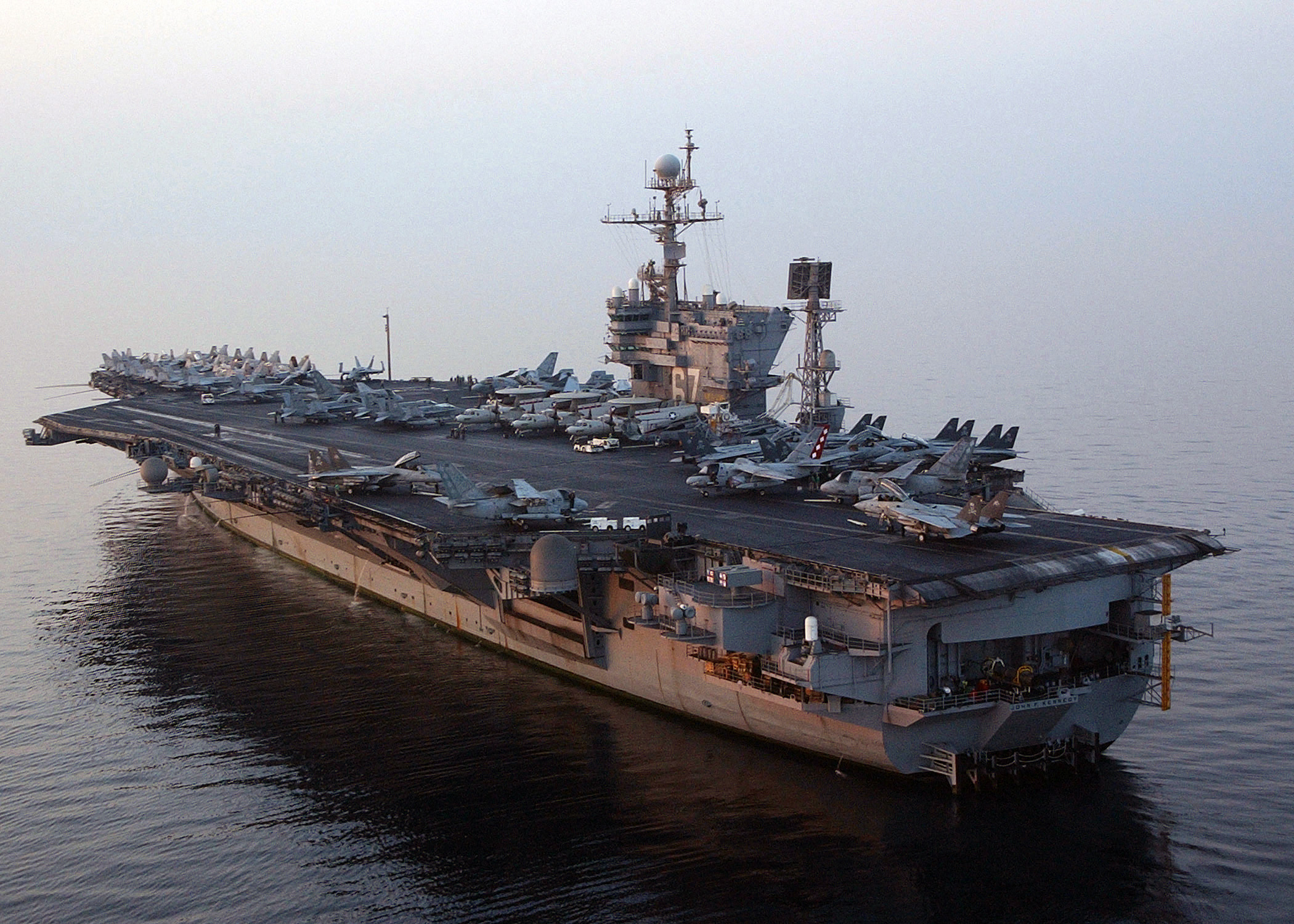
Vista de popa a babor del John F. Kennedy que muestra el equipo AAW de autodefensa y elevador.
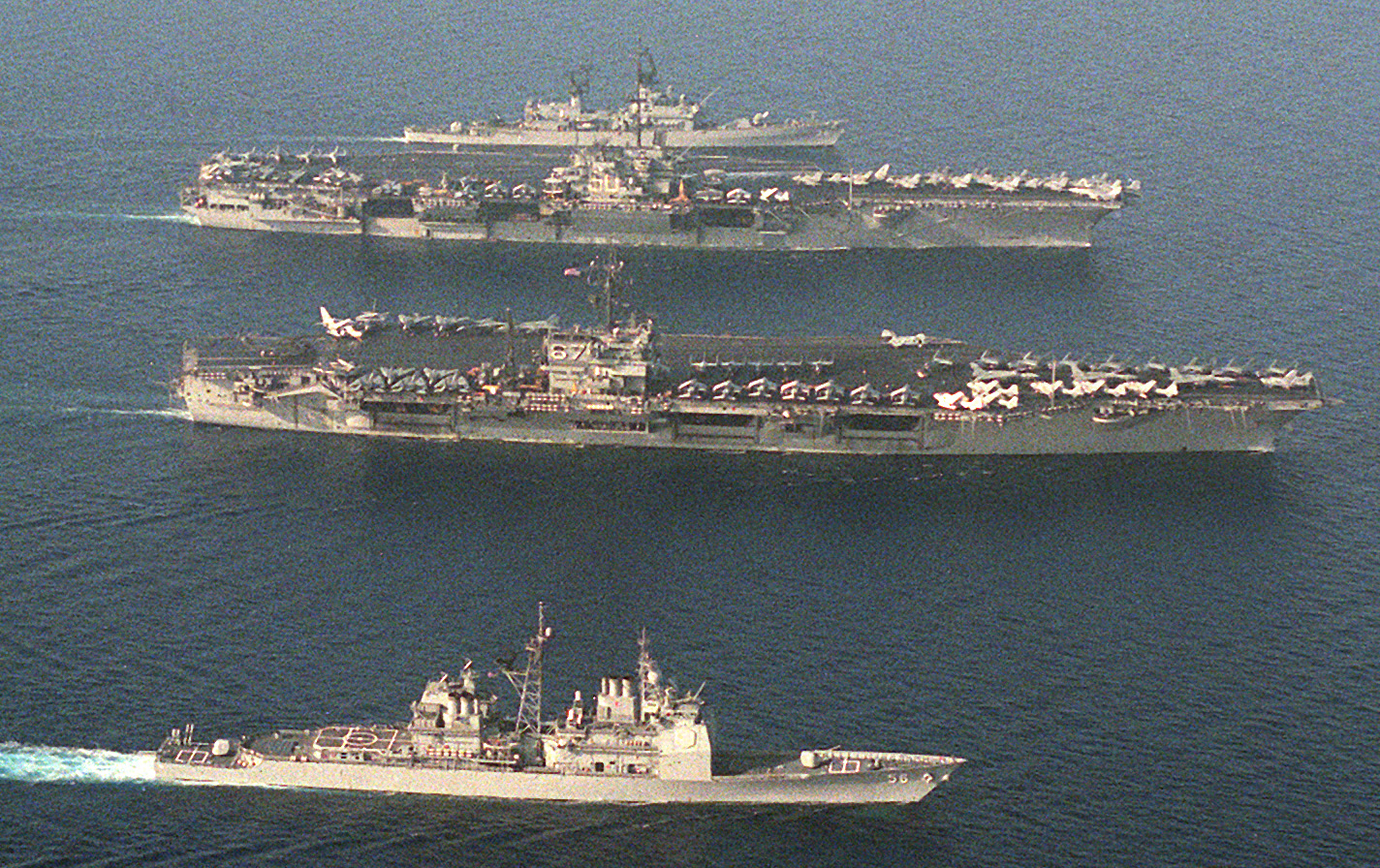
USS John F. Kennedy (CV-67) y el USS Saratoga (CV-60) de la clase Forrestal. Se aprecian las diferencias en la configuración de los elevadores.